# Señorita (Vasco Rossi)
Señorita è un singolo pubblicato nel 2005 come quinto ed ultimo estratto dal quattordicesimo album di Vasco Rossi Buoni o cattivi.

## Video musicale
Il videoclip, pubblicato il 7 ottobre 2005, mostra il cantante girare in macchina e farsi ammirare da molte ragazze che sono per strada. La protagonista è Andrea Lehotská.

## Formazione
- Vasco Rossi - voce
- Lee Sklar - basso
- Vinnie Colaiuta - batteria
- Michael Thompson - chitarra elettrica
- Michael Landau - chitarra elettrica
- Dean Parks - chitarra acustica
- Frank Nemola - tastiera

## Classifiche
| Classifica (2005) | Posizione massima |
| ----------------- | ----------------- |
| Italia            | 35                |